# Дорн, Адриана
Адриа́на де Лу́рдес Дорн Родри́гес (исп. Adriana de Lourdes Dorn Rodríguez; род. 30 декабря 1986, Манагуа) — никарагуанская модель, победительница конкурса красоты «Мисс Никарагуа 2011», участница конкурса «Мисс Вселенная 2011».

## Биография
Адриана Дорн родилась 30 декабря 1986 года в Манагуа.
В феврале 2011 года Дорн стала победительницей национального конкурса красоты «Мисс Никарагуа». Победа в национальном конкурсе красоты позволила Адриане принять участие в международном конкурсе красоты «Мисс Вселенная 2011», который проходил в Сан-Паулу. По итогам конкурса Адриана в топ-16 не вошла.